# Clarence (filme de 1990)
Clarence é um filme de comédia produzido nos Estados Unidos, Canadá e Nova Zelândia, dirigido por Eric Till e lançado em 1990.